# Os paracuneiforme
Os paracuneiforme of os praecuneiforme, is de benaming voor een accessoir voetwortelbeentje dat soms als extra ossificatiepunt ontstaat gedurende de embryonale ontwikkeling. Bij de mensen bij wie het botje voorkomt, bevindt het botje zich aan de mediale zijde van de voetwortel, bij het gewricht tussen het os naviculare en het eerste wigvormige beentje.
Op röntgenfoto's wordt een os paracuneiforme soms onterecht aangemerkt als afwijkend, losliggend botdeel of als fractuur.